# Michael Cloud

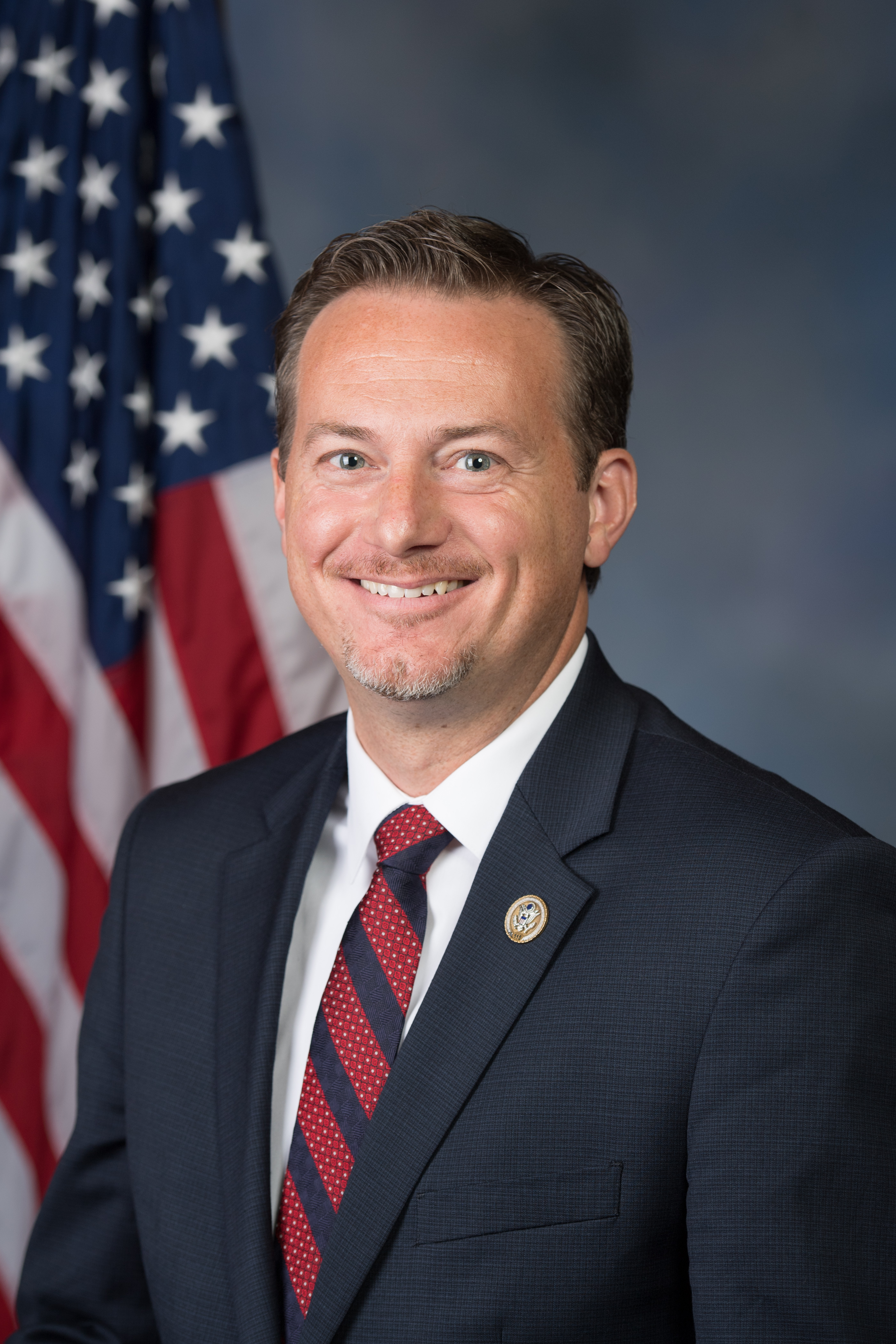
Michael Cloud (2018)

Michael Jonathan Cloud (* 13. Mai 1975 in Baton Rouge, East Baton Rouge Parish, Louisiana) ist ein US-amerikanischer Politiker der Republikanischen Partei. Seit Juli 2018 vertritt er den 27. Distrikt des Bundesstaates Texas im US-Repräsentantenhaus.

## Familie, Ausbildung und Beruf
Michael Cloud wurde in Baton Rouge, der Hauptstadt des Bundesstaates Louisiana, geboren. 1993 machte er seinen High-School-Abschluss an der Miamisburg High School in Miamisburg im Bundesstaat Ohio. Den Bachelor of Science erwarb er 1997 an der Oral Roberts University im Bundesstaat Oklahoma. Vor seinem Einzug in den Kongress war Cloud als Kommunikationsdirektor und Geschäftsmann tätig.
Michael Cloud ist verheiratet, hat drei Kinder und lebt in Victoria, Texas.

## Politische Laufbahn
Von Mai 2010 bis Mai 2017 war Cloud Vorsitzender der Republikanischen Partei im Victoria County.
Nach dem Rücktritt von Blake Farenthold wurde von Gouverneur Greg Abbott für den 30. Juni 2018 eine Nachwahl für den freigewordenen Sitz des 27. Kongresswahlbezirks angesetzt. Cloud war einer der Kandidaten und konnte sich bei der Wahl mit 54,7 % der abgegebenen Stimmen gegen seinen demokratischen Herausforderer Eric Holguin durchsetzen. Cloud wurde am 10. Juli 2018 vereidigt. Er kandidierte zudem erfolgreich bei den regulär im November 2018 stattfindenden Midterm elections für eine volle Amtszeit. In der Wahl zum Repräsentantenhaus der Vereinigten Staaten 2020 setzt er sich mit 63,1 % gegen den Demokraten Ricardo De La Fuente und den Libertären Phil Gray durch.
Die Primary (Vorwahl) seiner Partei 2022 gewann er gegen 'vier Mitbewerber konnte er mit über 70 % deutlich. Dadurch trat er am 8. November 2022 gegen Maclovio Perez Jr. von der Demokratischen Partei an. Er entschied die Wahl mit 64,9 % der Stimmen für sich und war dadurch im Repräsentantenhaus des 118. Kongresses vertreten. Bei der folgenden Kongresswahl 2024 gewann er die republikanische Vorwahl gegen drei Herausforderer mit 74,6 % und entschied die Hauptwahl am 5. November 2024 mit 66 % gegen die Demokratin Tanya Lloyd für sich. Seine aktuelle Legislaturperiode im Repräsentantenhaus des 119. Kongresses läuft noch bis zum 3. Januar 2027.

### Ausschüsse
Er ist aktuell Mitglied in folgenden Ausschüssen des Repräsentantenhauses:
- Committee on Appropriations
  - Financial Services and General Government
  - Homeland Security
  - Interior, Environment, and Related Agencies
- Select Subcommittee on the Coronavirus Pandemic

Er war zuvor auch Mitglied des Committee on Agriculture und des Committee on Oversight and Reform.

### Positionen
Cloud gehörte zu den Mitgliedern des Repräsentantenhauses, die bei der Auszählung der Wahlmännerstimmen bei der Präsidentschaftswahl 2020 für die Anfechtung des Wahlergebnis stimmten. Präsident Trump hatte wiederholt propagiert, dass es umfangreichen Wahlbetrug gegeben hätte, so dass er sich als Sieger der Wahl sah. Für diese Behauptungen wurden keinerlei glaubhafte Beweise eingebracht. Der Supreme Court wies eine entsprechende Klage mit großer Mehrheit ab, wobei sich auch alle drei von Trump nominierten Richter gegen die Klage stellten.
Als 2023 zu Beginn des 118. Kongresses Kevin McCarthy für das Amt des Sprechers des Repräsentantenhauses kandidierte gehörte Cloud zu den Abgeordneten, die über vierzehn Wahldurchgängen McCarthy die Stimme verweigerte, um diesen erfolgreich zu Zugeständnissen zu zwingen. Nach dem Sturz McCarthys gehörte er dann im Oktober 2023 zu den Unterstützern von Jim Jordan im Duell mit Steve Scalise um McCarthys Nachfolge.